# Тома-Робер Бижо
Тома-Робер Бижо, маркиз од Пиконерија (фр. Thomas-Robert Bugeaud, marquis de la Piconnerie; Лимож, 15. октобар 1784 — Париз, 10. јун 1849) био је маршал Француске.
Учествовао је у Наполеоновим ратовима у Пољској, Пруској и у Шпанији, где је стекао велика искуства у ратовању против гериле. После гушења Париског устанка, од 1834 до 1836. руководи операцијама у Алжиру. Као генерални гувернер (1840—1847) сломио је 1847. отпор Абд ел Кадера. Разрадио је методе ратовања против северноафричких устаничких снага, чији су главни елементи: мањи број упоришта, али јачих, непрекидна активност у више праваца и брза дејства покретљивих колона оспособљених за самосталне акције. Вешто се користио политичким мерама за разбијање непријатеља изнутра и економским репресалијама. На том начелима васпитавао је неколико генерација француских колонијалних официра.